# 国保関ケ原診療所
国保関ケ原診療所（こくほせきがはらしんりょうじょ）は、岐阜県不破郡関ケ原町にある診療所。「関ヶ原」は誤りである。旧国民健康保険関ケ原病院（こくみんけんこうほけんせきがはらびょういん）。

## 建物
- 北病棟（診療本館）：地上3階建（地下1階）
- 中病棟：地上3階建
- 南病棟：地上3階建（地下1階）

## 診察科

### 常勤科
- 内科
- 呼吸器科
- 消化器科
- アレルギー科
- リウマチ科
- 外科
- 整形外科
- 眼科
- 小児科
- 歯科
- 耳鼻咽喉科
- 産婦人科
- 皮膚科
- 泌尿器科 など

### 非常勤科
- 小児科
- 耳鼻咽喉科

## 沿革
- 1950年（昭和25年） - 公立関ケ原病院として開設する。
- 1951年（昭和26年） - 国民健康保険直営となり、国保直営関ケ原病院に改称する。
- 1959年（昭和34年） - 国民健康保険関ケ原病院に改称する。
- 2003年（平成15年）4月 - 泌尿器科を開設する。
- 2005年（平成17年）4月 - 透析センターを開設する。
- 2007年（平成19年）2月 - 女性外来を開設する。
- 2008年（平成20年） - 医療情報総合システム（オーダリング・電子カルテ）を導入。
- 2017年（平成29年）4月 -  有床診療所に転換し国保関ケ原診療所に改称。

## 交通アクセス
- JR東海道本線 関ケ原駅より関ケ原町ふれあいバスで、「やすらぎ（関ケ原診療所）」停留所下車。
- 同駅より徒歩で約10分。

## その他
敷地内に関ケ原町国民健康保険保健福祉総合施設「やすらぎ」が設けられている。